# (34481) 2000 SF122
2000 SF122 (asteroide 34481) é um asteroide da cintura principal. Possui uma excentricidade de 0.10220310 e uma inclinação de 11.55800º.
Este asteroide foi descoberto no dia 24 de setembro de 2000 por LINEAR em Socorro.